# Deram Records
Deram Records — британський лейбл звукозапису, створений 1966 року.
Компанію звукозапису Deram Records було засновано 1966 року в Лондоні як «дочку» більш відомого лейблу Decca. На відміну від класичних та мейнстримних записів, що виходили на Decca, Deram Records став місцем для більш незвичних виконавців, нової музики — зокрема психоделіки та прогресивного року — яка не обов'язково мала бути комерційно успішною. Назва «Deram» походила від технології 1950-х років «Deramic Sound» або «Decca Panoramic Sound», яка дозволяла поєднувати записи з чотирьох джерел, щоб створювати об'ємне звучання.
Серед перших виконавців Deram Records були Девід Бові, Кет Стівенс, Беверлі Мартін та Вістлін Джек Сміт. Також лейбл підписав контракт з декількома виконавцями продюсера Денні Корделла, зокрема The Move та Procol Harum. Саме пісня «A Whiter Shade of Pale» у виконанні останніх, заснована на органній партії Баха, стала першим і єдиним синглом Deram Records, що очолив національний британський хіт-парад. 1967 року на Deram Records було переведено гурт The Moody Blues, який з 1964 року видавався на Decca, і це стало запорукою успіху на подальші роки.
З кінця 1960-х і до початку 1970-х років Deram Records були одними з провідних імпринтів великих звукозаписувальних компаній (іншими прикладами були Harvest Records EMI та Vertigo Records Philips), які видавали прогресивну музику. Музиканти Deram працювали з найкращими британськими продюсерами прог-року, такими як Тоні Кларк, Девід Хічкок, Денні Корделл та Майк Вернон. Зокрема, тут розпочиналася кар'єра братів Джайлсів та Роберта Фріппа, майбутніх засновників King Crimson, та гурту The Syn, що вважається передвісником Yes.
Занепад Deram Records розпочався в першій половині 1970-х років. Гурти The Moody Blues, Ten Years After та East of Eden залишили лейбл, а нові колективи не стали настільки ж відомими, як прог-рокові гіганти Genesis або Pink Floyd. Серед останніх виконавців Deram Records, що випустили свої альбоми в середині 1970-х років — Джуніор Кемпбелл з гурту Marmalade, колишній учасник The Moody Blues Джастін Гейворд, гурти Camel та Caravan.
Після продажу Decca компанії PolyGram лейбл Deram було ненадовго відновлено. На ньому виходили сингли гуртів Splodgenessabounds, B-Movie та TV21, а пізніше — записи Bananarama, Bronski Beat та Fine Young Cannibals. У 2000-ті роки записи Deram і Decca стали частиною каталогу Universal Music.